# 動物占有者の責任
動物占有者の責任（どうぶつせんゆうしゃのせきにん）とは、自分の占有する動物（たとえば犬などのペット）が他人に損害を与えた場合、その損害を賠償しなければならないとされるもので、民法718条に規定されている特殊不法行為の一類型である。
ただし、動物の種類及び性質に従い相当の注意をもってその管理をしたときは免責される（同条1項ただし書）。占有者に代わってその動物を管理する者も同様の責任を負うものとされている（同条2項）。